# Giải vô địch bóng đá trẻ châu Á 2000
Giải vô địch bóng đá trẻ châu Á 2000 diễn ra tại Iran. Iraq vô địch giải đấu sau khi đánh bại Nhật Bản 2-1 ở trận chung kết.

## Các đội tham dự
| - Iran (chủ nhà) - Trung Quốc - Iraq - Nhật Bản - Hàn Quốc | - Kuwait - Oman - Pakistan - Thái Lan - UAE |

Các đội vào đến bán kết tham dự Giải vô địch bóng đá trẻ thế giới 2001 tại Argentina.

## Địa điểm thi đấu
Tất cả các trận đấu diễn ra tại Sân vận động Shahid Shiroudi, Tehran.
| Tehran                       |
| ---------------------------- |
| Sân vận động Shahid Shiroudi |
| Sức chứa: 30,000             |
|                              |

## Vòng bảng
Ban đầu Kuwait được xếp vào cùng bảng với Iraq. Kuwait phản đối và không muốn nằm cùng bảng với Iraq vì lí do chính trị, vì vậy AFC đã bốc thăm lại để tách Iraq và Kuwait ra hai bảng khác nhau.

### Bảng A
| Đội      | Đ  | ST | T | H | B | BT | BB | HS |
| -------- | -- | -- | - | - | - | -- | -- | -- |
| Iran     | 12 | 4  | 4 | 0 | 0 | 11 | 4  | +7 |
| Nhật Bản | 7  | 4  | 2 | 1 | 1 | 12 | 6  | +6 |
| Kuwait   | 6  | 4  | 2 | 0 | 2 | 8  | 8  | ±0 |
| Oman     | 2  | 4  | 0 | 2 | 2 | 2  | 6  | −4 |
| Thái Lan | 1  | 4  | 0 | 1 | 3 | 4  | 13 | −9 |

| Iran | 2 – 1 | Thái Lan |
| ---- | ----- | -------- |
|      |       |          |

| Oman | 0 – 1 | Kuwait |
| ---- | ----- | ------ |
|      |       |        |

| Kuwait | 2 – 3 | Iran |
| ------ | ----- | ---- |
|        |       |      |

| Nhật Bản | 6 – 1 | Thái Lan |
| -------- | ----- | -------- |
|          |       |          |

| Nhật Bản | 2 – 2 | Oman |
| -------- | ----- | ---- |
|          |       |      |

| Thái Lan | 2 – 5 | Kuwait |
| -------- | ----- | ------ |
|          |       |        |

| Kuwait | 0 – 3 | Nhật Bản |
| ------ | ----- | -------- |
|        |       |          |

| Oman | 0 – 3 | Iran |
| ---- | ----- | ---- |
|      |       |      |

| Thái Lan | 0 – 0 | Oman |
| -------- | ----- | ---- |
|          |       |      |

| Iran | 3 – 1 | Nhật Bản |
| ---- | ----- | -------- |
|      |       |          |

### Bảng B
| Đội        | Đ  | ST | T | H | B | BT | BB | HS  |
| ---------- | -- | -- | - | - | - | -- | -- | --- |
| Trung Quốc | 10 | 4  | 3 | 1 | 0 | 5  | 1  | +4  |
| Iraq       | 8  | 4  | 2 | 2 | 0 | 9  | 2  | +7  |
| Hàn Quốc   | 7  | 4  | 2 | 1 | 1 | 11 | 3  | +8  |
| Pakistan   | 3  | 4  | 1 | 0 | 3 | 2  | 15 | −13 |
| UAE        | 0  | 4  | 0 | 0 | 4 | 6  | 12 | −6  |

| Hàn Quốc | 0 – 1 | Trung Quốc |
| -------- | ----- | ---------- |
|          |       |            |

| UAE | 1 – 2 | Pakistan |
| --- | ----- | -------- |
|     |       |          |

| Pakistan | 0 – 7 | Hàn Quốc |
| -------- | ----- | -------- |
|          |       |          |

| Iraq | 0 – 0 | Trung Quốc |
| ---- | ----- | ---------- |
|      |       |            |

| Iraq          | 3 – 2 | UAE |
| ------------- | ----- | --- |
| Turki · Ahmad |       |     |

| Trung Quốc | 1 – 0 | Pakistan |
| ---------- | ----- | -------- |
|            |       |          |

| Pakistan | 0 – 6 | Iraq                                |
| -------- | ----- | ----------------------------------- |
|          |       | Ahmad · Yousif · Mohammed · Ibrahim |

| UAE | 2 – 4 | Hàn Quốc |
| --- | ----- | -------- |
|     |       |          |

| Hàn Quốc | 0 – 0 | Iraq |
| -------- | ----- | ---- |
|          |       |      |

| Trung Quốc | 3 – 1 | UAE |
| ---------- | ----- | --- |
|            |       |     |

## Vòng loại trực tiếp
|  | Bán kết          | Bán kết  |               |   | Chung kết | Chung kết |
|  |                  |          |               |   |           |           |
|  | 24 tháng 11      |          |               |   |           |           |
|  |                  |          |               |   |           |           |
|  | Iran             | 0 (6)    |               |   |           |           |
|  | Iran             | 0 (6)    | 26 tháng 11   |   |           |           |
|  | Iraq (pen)       | 0 (7)    |               |   |           |           |
|  | Iraq (pen)       | 0 (7)    | Iraq (b.t.v.) | 2 |           |           |
|  | 24 tháng 11      |          | Iraq (b.t.v.) | 2 |           |           |
|  |                  | Nhật Bản | 1             |   |           |           |
|  | Trung Quốc       | Nhật Bản | 1             | 0 |           |           |
|  | Trung Quốc       |          |               | 0 |           |           |
|  | Nhật Bản         | 2        |               |   |           |           |
|  | Nhật Bản         | 2        | Tranh hạng ba |   |           |           |
|  |                  |          |               |   |           |           |
|  | 26 tháng 11      |          |               |   |           |           |
|  |                  |          |               |   |           |           |
|  | Iran             | 2 (5)    |               |   |           |           |
|  | Iran             | 2 (5)    |               |   |           |           |
|  | Trung Quốc (pen) | 2 (6)    |               |   |           |           |

### Bán kết
| Iran              | 0 – 0 (a.e.t.) | Iraq |
| ----------------- | -------------- | ---- |
|                   |                |      |
| Loạt sút luân lưu |                |      |
|                   | 6 – 7          |      |

| Trung Quốc | 0 – 2 | Nhật Bản |
| ---------- | ----- | -------- |
|            |       |          |

### Tranh hạng ba
| Iran                              | 2 – 2 (a.e.t.) | Trung Quốc |
| --------------------------------- | -------------- | ---------- |
| Javad Kazemian pen' · Eman Mobali |                | Qu Bo ,    |
| Loạt sút luân lưu                 |                |            |
|                                   | 5 – 6          |            |

### Chung kết
| Iraq               | 2 – 1 (a.e.t.) | Nhật Bản          |
| ------------------ | -------------- | ----------------- |
| Mohammed 16', 104' |                | Yutaka Tahara 61' |

## Vô địch
| Giải vô địch bóng đá trẻ châu Á 2000 |
| ------------------------------------ |
| · Iraq · Lần thứ 5                   |

## Tham dự Giải vô địch bóng đá trẻ thế giới
Các đội sau đây tham dự Giải vô địch bóng đá trẻ thế giới 2001.
- Iraq
- Nhật Bản
- Trung Quốc
- Iran